# Cheniushan Dao
Cheniushan Dao är en ö i Kina. Den ligger i provinsen Jiangsu, i den östra delen av landet, omkring 340 kilometer norr om provinshuvudstaden Nanjing.